# Бергстрём, Кайса
Ка́йса Магдале́на Бе́ргстрём (швед. Kajsa Magdalena Bergström; род. 3 января 1981, Сверг, Емтланд) — шведская кёрлингистка. Тренер по кёрлингу.
В составе женской сборной Швеции чемпионка зимних Олимпийских игр 2010 года, серебряный призёр чемпионатов мира и Европы. Призёр чемпионата Швеции среди женщин. В составе юниорской женской сборной Швеции чемпион и призёр юниорских чемпионатов мира, пятикратная чемпионка Швеции среди юниоров.
Играла в основном на позициях второго и третьего.

## Достижения
- Зимние Олимпийские игры: золото (2010).
- Чемпионат мира по кёрлингу среди женщин: серебро (2009).
- Чемпионат Европы по кёрлингу: серебро (2008).
- Чемпионат Швеции по кёрлингу среди женщин: серебро (2009).
- Чемпионат мира по кёрлингу среди юниоров: золото (2000), серебро (2001, 2002), бронза (1998).
- Чемпионат Швеции по кёрлингу среди юниоров: золото (1998, 1999, 2000, 2001, 2002).

- «Команда всех звёзд» чемпионата мира среди юниоров: 2000, 2002.

## Команды
| Сезон   | Четвёртый        | Третий                 | Второй            | Первый                                     | Запасной                                                                | Турниры                      |
| ------- | ---------------- | ---------------------- | ----------------- | ------------------------------------------ | ----------------------------------------------------------------------- | ---------------------------- |
| 1997—98 | Matilda Mattsson | Lisa Löfskog           | Кайса Бергстрём   | Jenny Hammarström                          |                                                                         | ЧШЮ 1998                     |
| 1997—98 | Matilda Mattsson | Мария Энгхольм         | Кайса Бергстрём   | Lisa Löfskog                               | Jenny Hammarström тренер: Андреас Прюц                                  | ЧМЮ 1998                     |
| 1998—99 | Matilda Mattsson | Lisa Löfskog           | Кайса Бергстрём   | Jenny Hammarström                          |                                                                         | ЧШЮ 1999                     |
| 1998—99 | Matilda Mattsson | Кайса Бергстрём        | Lisa Löfskog      | Jenny Hammarström                          | Lisa Håkansson тренер: Ян-Улов Нессен                                   | ЧМЮ 1999 (4 место)           |
| 1999—00 | Matilda Mattsson | Lisa Löfskog           | Кайса Бергстрём   | Jenny Hammarström                          |                                                                         | ЧШЮ 2000                     |
| 1999—00 | Matilda Mattsson | Кайса Бергстрём        | Lisa Löfskog      | Jenny Hammarström                          | Ann-Christine Nordqvist тренер: Ларс-Оке Нурдстрём                      | ЧМЮ 2000                     |
| 2000—01 | Matilda Mattsson | Lisa Löfskog           | Кайса Бергстрём   | Jenny Hammarström                          |                                                                         | ЧШЮ 2001                     |
| 2000—01 | Matilda Mattsson | Кайса Бергстрём        | Lisa Löfskog      | Jenny Hammarström                          | Ann-Christine Nordqvist тренер: Ларс-Оке Нурдстрём                      | ЧМЮ 2001                     |
| 2001—02 | Matilda Mattsson | Lisa Löfskog           | Кайса Бергстрём   | Jenny Hammarström                          |                                                                         | ЧШЮ 2002                     |
| 2001—02 | Matilda Mattsson | Кайса Бергстрём        | Lisa Löfskog      | Jenny Hammarström                          | Ann-Christine Nordqvist тренер: Ларс-Оке Нурдстрём                      | ЧМЮ 2002                     |
| 2008—09 | Кайса Бергстрём  | Lisa Löfskog-Södergren | Jenny Hammarström | Anki Nordqvist                             |                                                                         | ЧШЖ 2009                     |
| 2008—09 | Анетте Норберг   | Ева Лунд               | Катрин Линдаль    | Анна Сверд (ЧЕ) Маргарета Сигфридссон (ЧМ) | Кайса Бергстрём тренер: Стефан Лунд                                     | ЧЕ 2008 · ЧМ 2009            |
| 2009—10 | Анетте Норберг   | Ева Лунд               | Катрин Линдаль    | Анна Сверд                                 | Кайса Бергстрём тренеры: Стефан Лунд (ЧЕ, ЗОИ) Стефан Хассельборг (ЗОИ) | ЧЕ 2009 (5 место) · ЗОИ 2010 |

(скипы выделены полужирным шрифтом)

## Результаты как тренера национальных сборных
| Год  | Турнир                                        | Сборная              | Место |
| ---- | --------------------------------------------- | -------------------- | ----- |
| 2003 | Чемпионат мира по кёрлингу среди юниоров 2003 | Швеция (юниоры жен.) | 4     |

## Частная жизнь
Её старшая сестра — кёрлингистка Анна Ле Муан (урожд. Анна Бергстрём), двукратная олимпийская чемпионка, двукратная чемпионка мира, четырёхкратная чемпионка Европы. Кайса была запасной в команде Анны (скип команды Анетте Норберг) на чемпионатах Европы, мира и Олимпийских играх в сезонах 2008—2009 и 2009—2010.